# Laura Post
Pour les articles homonymes, voir Post.
Laura Post, neé le 3 juin 1983 à Chicago, est une comédienne et directrice de doublage américaine connue pour ses travaux dans des anime doublés en anglais.

## Biographie
Elle est diplômée du Columbia College Chicago en 2007. Elle est également formée par divers comédiens de doublage comme Steve Staley, Tony Oliver (en), Huck Ligget, Bob Bergen, Bill Holmes, et Richard Steven Horvitz (en). Elle commence à prêter sa voix dans des fictions audio, ainsi que dans des publicités, des documentaires et des productions industrielles.

## Filmographie

### Anime
- 2010 : Shinryaku! Ika Musume : Cindy Campbell
- 2012 : Love Live! : Nozomi Tojo
- 2013 : Suisei no gargantia : Ridget
- 2013 : Pokémon : Les Origines : Marowak
- 2013 : Sword Art Online : Rosalia
- 2014 : Knights of Sidonia : Divers personnages
- 2014 : Yo-kai Watch : Rebecca Forester
- 2015 : Hyperdimension Neptunia : Arfoire
- 2015 : Kill la Kill : Ragyo Kiryuin
- 2015 : Sailor Moon Crystal : Tellu, et Reine Nehelenia
- 2016 : March Comes in like a Lion : Akari Kawamoto
- 2016 : One-Punch Man : Blizzard
- 2013 : Kuromukuro : Paula Kowalczyk
- 2017 : Little Witch Academia : Diana Cavendish
- 2017 : Ano Hana : Toko Yadomi
- 2019 : The Promised Neverland : Isabella
- 2019 : Les Brigades immunitaires : Macrophage
- 2019 : Demon Slayer : Tamayo
- 2020 : Ghost in the Shell: SAC 2045 : Ada Byron
- 2020 : BNA: Brand New Animal : Melissa Horner
- 2020 : Great Pretender : Cynthia Moore
- 2020 : Jujutsu Kaisen : Mai Zenin et Nobuko Takada
- 2020 : Re:Zero − Re:vivre dans un autre monde à partir de zéro : Naoko Natsuki
- 2021 : Vivy -Fluorite Eye's Song- : Grace
- 2021 : La Voie du tablier : Miku
- 2021 : Sailor Moon Eternal : Reine Nehelenia
- 2021 : Valkyrie Apocalypse : Brunhilde
- 2021 : Edens Zero : Regret de sorcière
- 2021 : Platinum End : Saki Hanakago
- 2022 : Lycoris Recoil : Saori Shinohara
- 2022 : Légendes Pokémon : Arceus : Voix supplémentaires
- 2023 : Zom 100: Bucket List of the Dead : Beatrix Amerhauser
- 2024 : Tower of God 2 : Hwaryun
- 2024 : Ranma ½ : Kasumi Tendo

### Animation
- 2016 : La Ligue des justiciers : Action : Big Barda
- 2017 : Voltron, le défenseur légendaire : Commandant Trugg
- 2018 : Freedom Fighters: The Ray : Artilleur de la Résistance
- 2020 : Les As de la jungle 3 : Natacha

### Films d'animation
- 2009 : Redline : Bosbos
- 2013 : Little Witch Academia : Diana Cavendish
- 2014 : L'Île de Giovanni : Sawako
- 2016 : Your Name. : Miku Okudera
- 2017 : Justice League Dark : Femme d'affaires
- 2017 : Gantz: O : Reika Shimohara
- 2017 : Dans un recoin de ce monde : Suzu Urano
- 2018 : Godzilla : Le Dévoreur de planètes : Haruka Sasaki
- 2019 : Millennium Actress : Eiko Shimao
- 2019 : Terra Willy, planète inconnue : Maman
- 2020 : Mignonnes : directeur adjoint
- 2020 : Violet Evergarden : Éternité et la Poupée de souvenirs automatiques : Mme. Lancaster
- 2020 : Loin de moi, près de toi : Kaoru Mizutani
- 2021 : De l'autre côté du ciel : Claire
- 2023 : Lego Super Heroes : Betty Ross

### Jeux vidéo
- 2009 : League of Legends : Ahri
- 2010 : World of Warcraft: Cataclysm : Reine Azshara
- 2012 : Guild Wars 2 : Norn femelle
- 2012 : Skullgirls : Valentine
- 2012 : World of Warcraft: Mists of Pandaria : Maître des ombres Kiryn
- 2014 : The Evil Within : Laura Victoriano
- 2014 : Smite : Bellone et Nyx
- 2014 : Bravely Default : Olivia
- 2015 : Final Fantasy XIV : Moenbryda
- 2016 : Titanfall 2 : Installation Ai
- 2016 : World of Warcraft: Legion : Reine Azshara
- 2016 : Killing Floor 2 : Anna Larive
- 2017 : Mobius Final Fantasy : Meia
- 2017 : Fire Emblem Heroes : Sylvia
- 2018 : Batman: The Enemy Within : Harley Quinn
- 2018 : Octopath Traveler : Primevère Azelhart
- 2018 : World of Warcraft: Battle for Azeroth : Reine Azshara
- 2019 : A Hat in Time : L'Impératrice
- 2019 : Pokémon Masters EX : Flannery et Cheryl
- 2019 : Daemon X Machina : Reine des roses
- 2019 : Indivisible : Phoebe
- 2019 : Fire Emblem: Three Houses : Catherine
- 2020 : Persona 5 Royal : Kasumi Yoshizawa
- 2020 : Guardian Tales : Aisha et Catherine
- 2020 : 13 Sentinels: Aegis Rim : Yuki Takamiya
- 2021 : Cookie Run: Kingdom : Professor
- 2021 : NieR Replicant ver.1.22474487139 :
- 2021 : Shin Megami Tensei: Lucifer's Call : Yuko Takao
- 2021 : Scarlet Nexus : Kodama Melone et Yuta Melone
- 2021 : Nier Reincarnation : Akeha
- 2021 : Demon Slayer: Kimetsu no Yaiba - The Hinokami Chronicles : Tamayo
- 2021 : Shin Megami Tensei V : Joka et Nuwa
- 2022 : Lost Ark : Blackfang
- 2022 : Stranger of Paradise Final Fantasy Origin : Sophia
- 2022 : Rune Factory 5 : Enfant
- 2022 : Genshin Impact : Yelan
- 2022 : Fire Emblem Warriors: Three Hopes : Catherine
- 2022 : Star Ocean: The Divine Force : Malkya Trathen
- 2023 : Fire Emblem Engage : Yunaka
- 2023 : Octopath Traveler II : Voix supplémentaires
- 2023 : Persona 5 Tactica : Kasumi Yoshizawa
- 2024 : Like a Dragon: Infinite Wealth : Voix supplémentaires
- 2024 : Unicorn Overlord : Dinah
- 2025 : Marvel Rivals : Emma Frost